# Arcidiocesi di Genova

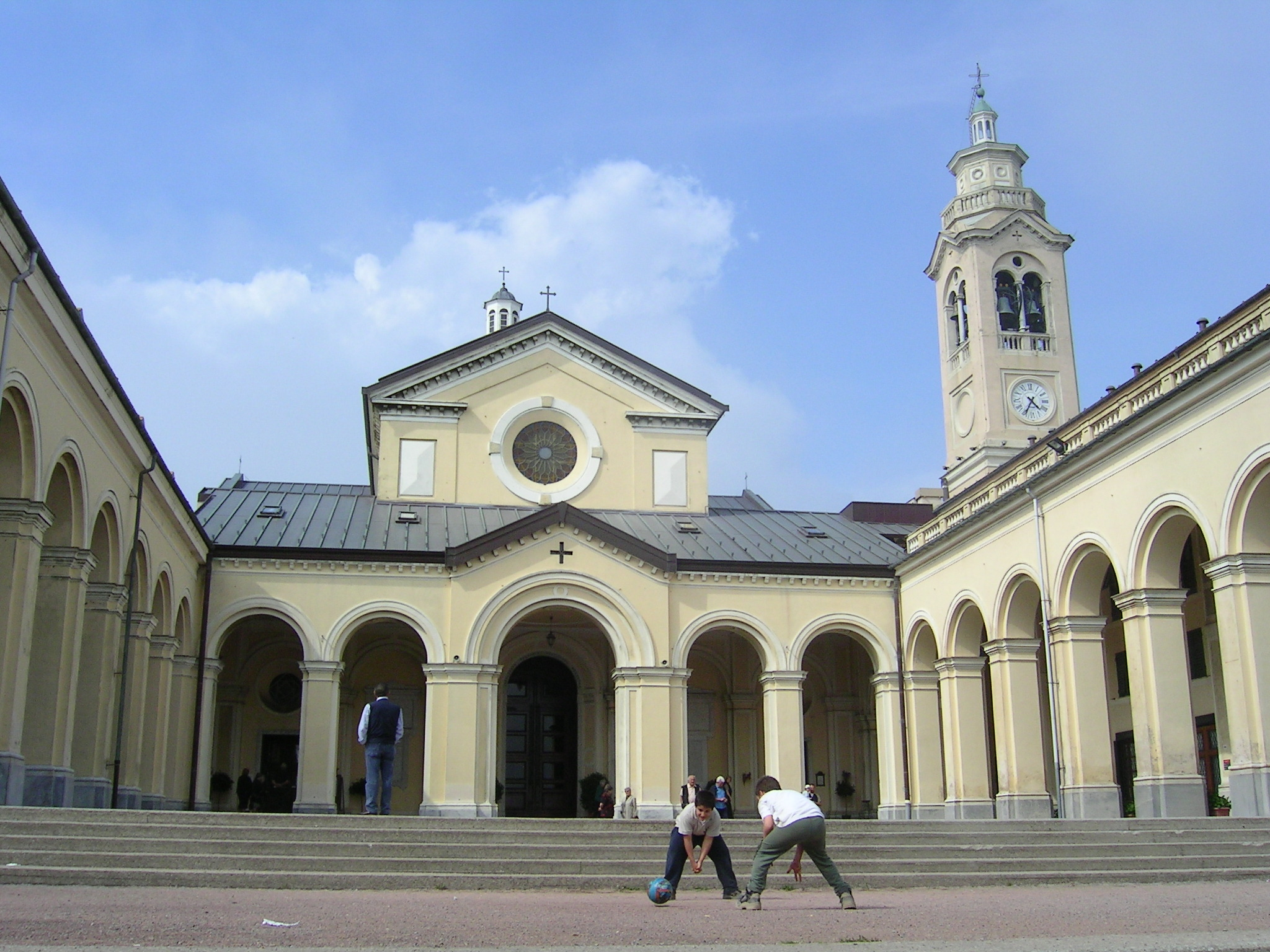
Il santuario della Madonna della Guardia.

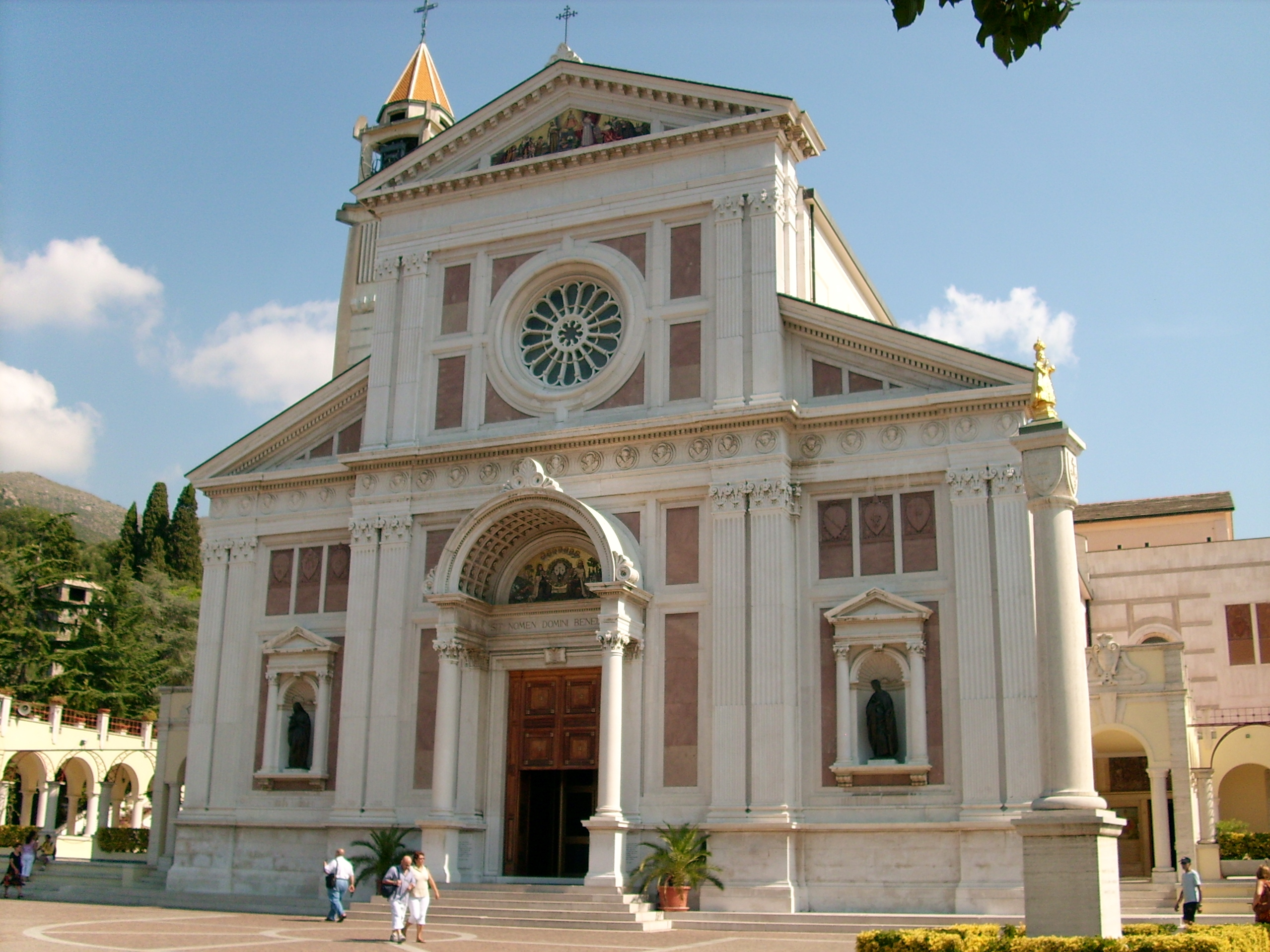
Il santuario del Bambino Gesù di Praga ad Arenzano.

L'arcidiocesi di Genova (in latino Archidioecesis Ianuensis) è una sede metropolitana della Chiesa cattolica in Italia appartenente alla regione ecclesiastica Liguria. Nel 2023 contava 629.800 battezzati su 750.000 abitanti. È retta dall'arcivescovo Marco Tasca, O.F.M.Conv.

## Territorio
Il territorio dell'arcidiocesi si estende su 967 km² e comprende in tutto o in parte i seguenti comuni:
- nella città metropolitana di Genova: Genova, Arenzano, Avegno, Bargagli, Bogliasco, Busalla (solo il capoluogo), Camogli, Campomorone, Ceranesi, Davagna, Isola del Cantone (solo il capoluogo), Mele, Mignanego, Montoggio, Pieve Ligure, Recco, Ronco Scrivia (esclusa la frazione di Pietrafraccia), Sant'Olcese, Savignone (le frazioni Isorelle e San Bartolomeo), Serra Riccò, Sori, Tribogna, Uscio, Valbrevenna (escluse le frazioni di Nenno e Tonno) e Vobbia;
- nella provincia di Alessandria: Arquata Scrivia (frazioni di Rigoroso e Sottovalle), Bosio, Carrosio, Fraconalto, Gavi, Mongiardino Ligure, Parodi Ligure e Voltaggio.

### Cattedrale e santuari
Sede arcivescovile è la città di Genova, dove si trova la cattedrale di San Lorenzo.
Nel territorio dell'arcidiocesi sorgono undici basiliche minori:
- la Basilica di San Francesco da Paola a Genova;
- la Basilica di Santa Maria del Monte a Genova;
- la Basilica di Santa Maria delle Vigne a Genova;
- la Basilica di San Siro a Genova;
- la Basilica di Santa Maria Immacolata a Genova;
- la Basilica di Santa Maria di Castello a Genova;
- la Basilica della Santissima Annunziata del Vastato a Genova;
- la Basilica di Santa Maria Assunta a Genova;
- la Basilica di Santa Maria Assunta a Genova Sestri Ponente;
- il Santuario-Basilica del Bambino Gesù di Praga ad Arenzano;
- la Basilica di Santa Maria Assunta a Camogli;
- il Santuario-Basilica di Nostra Signora della Guardia a Ceranesi.

### Parrocchie e vicariati
L'arcidiocesi consta di 278 parrocchie, 257 situate nella città metropolitana di Genova e 21 nella provincia di Alessandria, raggruppate in 27 vicariati:

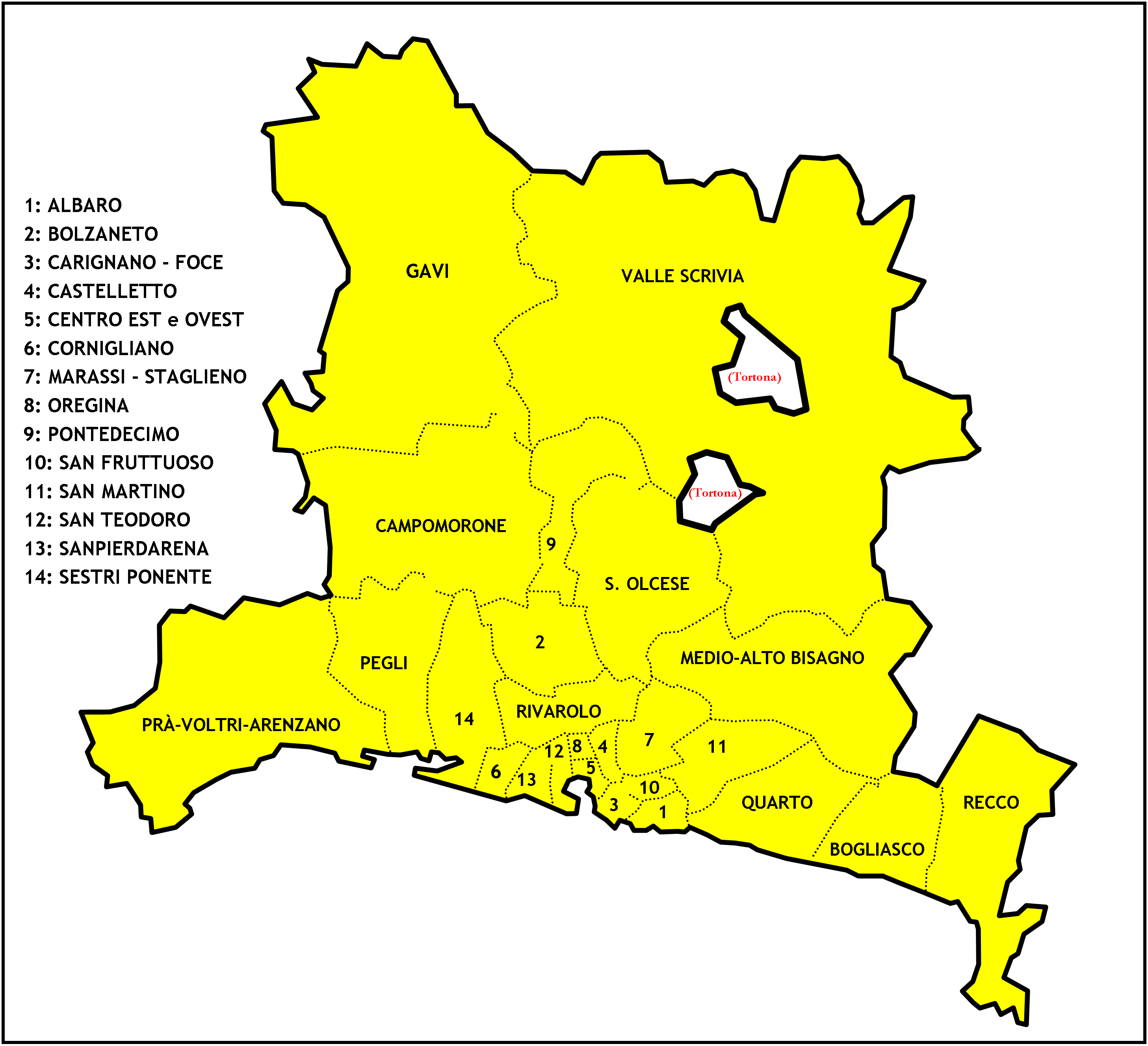
La mappa dei vicariati

- Vicariato del Medio - Alto Bisagno
- Vicariato di Albaro
- Vicariato di Bogliasco-Pieve-Sori
- Vicariato di Bolzaneto
- Vicariato di Campomorone
- Vicariato di Carignano-Foce
- Vicariato di Castelletto
- Vicariato Centro Est
- Vicariato Centro Ovest
- Vicariato di Cornigliano
- Vicariato di Gavi
- Vicariato di Marassi-Staglieno
- Vicariato di Nervi[1]
- Vicariato di Oregina
- Vicariato di Pegli
- Vicariato di Pontedecimo-Mignanego
- Vicariato di Pra'-Voltri-Arenzano
- Vicariato di Quarto[1]
- Vicariato di Recco-Uscio-Camogli
- Vicariato di Rivarolo
- Vicariato di Sampierdarena
- Vicariato di San Fruttuoso
- Vicariato di San Martino-Valle Sturla
- Vicariato di San Teodoro
- Vicariato di Sant'Olcese-Serra Riccò
- Vicariato di Sestri Ponente
- Vicariato di Valle Scrivia

### Provincia ecclesiastica
La provincia ecclesiastica di Genova comprende le seguenti suffraganee:
- diocesi di Albenga-Imperia
- diocesi di Chiavari
- diocesi della Spezia-Sarzana-Brugnato
- diocesi di Savona-Noli
- diocesi di Tortona
- diocesi di Ventimiglia-San Remo

### Istituti religiosi
Istituti religiosi maschili
- Canonici regolari della Congregazione del Santissimo Salvatore lateranense
- Chierici regolari di San Paolo
- Chierici regolari di Somasca
- Chierici regolari ministri degli infermi
- Chierici regolari poveri della Madre di Dio delle scuole pie
- Compagnia di Gesù
- Confederazione dell'Oratorio di San Filippo Neri
- Congregazione della missione
- Congregazione olivetana dell'Ordine di San Benedetto
- Congregazione sublacense dell'Ordine di San Benedetto
- Figli di Maria Immacolata
- Figli di Santa Maria Immacolata
- Fratelli maristi delle scuole
- Fraternità della Santissima Vergine
- Ordine degli agostiniani scalzi
- Ordine dei carmelitani scalzi

- Ordine dei frati minori cappuccini
- Ordine dei frati minori conventuali
- Ordine dei frati minori
- Ordine dei frati predicatori
- Ordine dei Minimi
- Ordine di Sant'Agostino
- Pia società di San Francesco Saverio per le missioni estere
- Piccola opera della Divina Provvidenza
- Pontificio istituto missioni estere
- Sacerdoti del Sacro Cuore di Gesù
- Servi della carità
- Servi di Maria
- Società delle missioni africane
- Società salesiana di San Giovanni Bosco
- Società San Paolo

Istituti religiosi femminili
- Adoratrici perpetue del Santissimo Sacramento
- Agostiniane
- Annunziate turchine
- Battistine
- Carmelitane scalze
- Clarisse cappuccine
- Figlie dei Sacri Cuori di Gesù e di Maria
- Figlie del Divino Zelo
- Figlie della carità di San Vincenzo de' Paoli
- Figlie della Chiesa
- Figlie della Divina Provvidenza di Don Daste
- Figlie della Divina Volontà
- Figlie della Presentazione di Maria Vergine, pietrine
- Figlie di Maria Ausiliatrice
- Figlie di Maria Santissima dell'Orto
- Figlie di Nostra Signora al Monte Calvario
- Figlie di Nostra Signora della Misericordia, di Savona
- Figlie di Nostra Signora della Misericordia, Filippine
- Figlie di Nostra Signora di Lourdes
- Figlie di Nostra Signora della Neve
- Figlie di San Girolamo Emiliani
- Figlie di San Giuseppe di Genoni
- Figlie di San Giuseppe di Genova
- Figlie di San Giuseppe di Rivalba
- Figlie di Sant'Anna
- Figlie di Santa Maria della Provvidenza
- Figlie di Santa Maria di Leuca
- Istituto Id di Cristo Redentore
- Istituto San Giovanni Battista
- Maestre Pie di Sant'Agata
- Missionarie del Sacro Cuore di Gesù
- Missionarie della Carità
- Missionarie figlie di San Girolamo Emiliani
- Movimento contemplativo missionario
- Passioniste
- Piccole serve del Sacro Cuore di Gesù per gli ammalati poveri
- Piccole sorelle dei poveri
- Piccole suore missionarie della carità
- Pie suore della Redenzione

- Religiose dell'Assunzione
- Serve di Maria Ministre degli Infermi
- Società del Sacro Cuore di Gesù
- Società delle figlie del Cuore di Maria
- Sorelle dei poveri di Santa Caterina da Siena
- Suore agostiniane di Nostra Signora del Soccorso
- Suore benedettine della Divina Provvidenza
- Suore benedettine della Provvidenza
- Suore cappuccine di Madre Rubatto
- Suore del famulato cristiano
- Suore del Rifugio del Cuore di Gesù
- Suore dell'Immacolata
- Suore della Compagnia di Maria
- Suore della Presentazione di Maria Santissima
- Suore della Purificazione di Maria Santissima
- Suore di Nostra Signora del Rifugio in Monte Calvario
- Suore di Nostra Signora della Carità del Buon Pastore
- Suore di Nostra Signora di Luján
- Suore di San Giovanni Battista e di Santa Caterina da Siena
- Suore di Santa Dorotea della Frassinetti
- Suore di Santa Marcellina
- Suore di Santa Marta
- Suore domenicane di Nostra Signora del Santo Rosario d'Asti
- Suore domenicane di Santa Caterina da Siena
- Suore francescane di Nostra Signora del Monte
- Suore francescane Minime del Sacro Cuore
- Suore francescane ospedaliere di Santa Chiara
- Suore insegnanti del cenacolo domenicano
- Suore madri pie di Nostra Signora Sede della Sapienza
- Suore maestre di Santa Dorotea, figlie dei Sacri Cuori
- Suore Minime di San Francesco di Paola
- Suore missionarie dell'Immacolata Regina della Pace
- Suore missionarie di Nostra Signora degli Apostoli
- Suore missionarie francescane del Verbo Incarnato
- Suore nazarene della Passione
- Suore povere bonaerensi di San Giuseppe
- Visitandine

## Storia

### Dalle origini al XV secolo
Incerte sono le origini del cristianesimo a Genova e nel suo entroterra. Una tardiva tradizione attribuisce l'evangelizzazione della città a san Nazario, il quale, al ritorno dalle Gallie dove papa Lino (67-76) lo aveva inviato, si fermò insieme a san Celso a Genova e qui vi annunciò il vangelo; secondo la tradizione approdarono sulla spiaggia di Albaro.
È plausibile che una comunità cristiana fosse presente nella città già prima dei tempi di Costantino a causa dei contatti marittimi e terrestri con le Gallie e con Milano. Di fatto la diocesi è attestata per la prima volta nel 381, quando il vescovo Diogene partecipò al concilio di Aquileia assieme ad Ambrogio, metropolita di Milano, di cui la diocesi genovese era suffraganea. Rimane oscura l'esistenza di alcuni protovescovi e la loro collocazione cronologica: si tratta dei santi Valentino, Felice, Siro e Romolo; tra questi spicca la figura di san Siro, venerato come patrono della cattedra dei vescovi di Genova.
Nel V secolo l'ambiente ecclesiastico genovese si dimostra molto vivace e teologicamente preparato. Le fonti letterarie hanno trasmesso le lettere di due preti genovesi che dibattevano sulla teologia della grazia con Prospero di Aquitania. Inoltre Pascasio, il secondo vescovo genovese storicamente documentato, partecipò al sinodo di Milano del 451, dove vennero affrontati temi teologici; lo stesso vescovo sottoscrisse la lettera sinodale diretta a papa Leone Magno.
Nel 568 i Longobardi, di religione cristiana ariana, occuparono Milano. L'arcivescovo Onorato, accompagnato dai suoi preti e dai laici più influenti della città, fuggirono e si rifugiarono a Genova, che divenne la sede dei metropoliti milanesi fino al 643, quando anche la zona costiera ligure fu occupata dai Longobardi. In questo periodo, durato oltre sett'anni, gli arcivescovi milanesi funsero anche da vescovi di Genova. Primo vescovo genovese, dopo il rientro dell'arcivescovo di Milano (all'epoca san Giovanni Bono) nella sua sede, fu Giovanni I, che nel 680 prese parte al sinodo romano indetto da papa Agatone contro il monotelismo.
Incerta è la cronologia dei vescovi genovesi dal VII a tutto il X secolo. Tra i vescovi dell'alto medioevo, si distinsero: Pietro, che prese parte ad un sinodo milanese nell'864 per la riforma della disciplina ecclesiastica; Sabbatino, che accolse a Genova papa Giovanni VIII; Teodolfo, che restaurò molte chiese nella seconda metà del IX secolo dopo il sacco subito dagli arabi, istituì un gruppo di chierici che lo aiutavano nella cura d'anime e da cui derivò il capitolo, e che fondò il primo monastero benedettino del genovesato (Santo Stefano). All'inizio dell'XI secolo il vescovo Landolfo trasferì le reliquie di san Siro in San Lorenzo, divenuta ai tempi del predecessore Giovanni la nuova cattedrale della diocesi, consacrata da papa Gelasio II nel 1118.
Genova fu elevata al rango di arcidiocesi metropolitana il 19 marzo 1133 con la bolla Iustus Dominus di papa Innocenzo II; primo arcivescovo fu Siro II. Le vennero assegnate come diocesi suffraganee Mariana, Nebbio e Accia in Corsica, con Bobbio e Brugnato sul continente. Tra XII e XIII secolo vennero aggregate alla provincia ecclesiastica genovese la diocesi di Albenga e la neoeretta diocesi di Noli. Nel 1163 l'arcivescovo Ugone della Volta ricevette da papa Alessandro III il titolo di «legato transmarino».
A seguito del concilio lateranense del 1215, si celebrò a Genova il primo sinodo di cui si ha memoria, cui parteciparono i vescovi suffraganei. Il territorio diocesano era organizzato in pievi, da cui dipendevano molte cappelle rurali, successivamente organizzate in parrocchie; nel Trecento si contano 33 pievi. Tra 1200 e 1300 non di rado il desiderio di prevalenza e autonomia del capitolo della cattedrale portò a conflitti con gli arcivescovi; inoltre i disaccordi interni del capitolo furono spesso la causa dell'intervento della Santa Sede nelle nomine episcopali.
Tra gli arcivescovi di questo periodo si distinsero in particolare figure eminenti della Chiesa genovese. Jacopo da Varazze (1292-1298), dotto domenicano, scrittore ecclesiastico, fu ben presto venerato come beato. Guido Scetten (o Sette) (1358-1368), uomo di cultura, amico del Petrarca, è ricordato nella storiografia locale come «pastore diligente... e difensore... e guida severa del suo clero»; a lui si deve la fondazione del monastero benedettino di San Gerolamo della Cervara, dove fu accolto papa Gregorio XI durante il ritorno della curia papale da Avignone a Roma. All'arcivescovo Andrea della Torre (1368-1377) si deve la celebrazione di un sinodo di riforma e di riorganizzazione della chiesa genovese, che toccò i sacramenti, la liturgia, la moralità (con l'introduzione di norme contro l'usura).
Nel XV secolo si accentuarono gli intrecci ed insieme i contrasti tra l'autorità civile e quella ecclesiastica genovese. Nello scisma d'Occidente, la Chiesa genovese rimase fedele al papato di Roma, ma questa fedeltà fu compromessa dalla sottomissione di Genova alla Francia (1396-1409), fedele al papa avignonese. L'antipapa Benedetto XIII soggiornò in città e a lui aderì l'arcivescovo Pileo de Marini (1400-1429). Non era raro che le autorità cittadine intervenissero per forzare la mano nelle nomine dei prelati, con la conseguenza che questi spesso non erano all'altezza dell'ufficio ricevuto. È il caso per esempio dell'arcivescovo Paolo Fregoso (1453-1498), nipote del doge genovese: « Doge tre volte (una a danno di un parente), ammiraglio della flotta armata contro i turchi che avevano occupato Otranto, pirata a danno della patria quando era in disgrazia politica, cardinale, spregiudicato collezionista di benefici, non alieno da brillanti iniziative di intelligenza amministrativa e di cultura (monte di pietà, scuola musicale in cattedrale), la sua attività ecclesiastica ricalcò aspetti noti in prelati dall'accentuata caratterizzazione dinastica, enfatizzati dalla sua partecipazione alla vita politica in prima persona».
Non è chiara l'estensione esatta dell'arcidiocesi. Nel XII secolo la fascia costiera andava dal torrente Lerone, che separava Genova dalla diocesi di Savona, ad Anzo (Framura), che la separava ad est dalla diocesi di Luni; l'entroterra era probabilmente delimitato dallo spartiacque appenninico. Dal XII al XV secolo furono effettuati alcuni cambiamenti territoriali, sanciti dai papi: nel 1133 alcune parrocchie della val Petronio e dell'alta val di Vara furono cedute alla diocesi di Brugnato; nel 1162 le parrocchie di Portovenere, tolte a Luni, e il monastero della Gallinaria, tolto ad Albenga, passarono all'arcidiocesi genovese, che, alla fine del XII secolo, ebbe anche il controllo su Bonifacio e alcune altre isole adiacenti, nel sud della Corsica; nel 1248 Genova si ingrandì con cinque pievi sottratte alla diocesi di Tortona; infine nel 1430 fu assegnata all'arcidiocesi anche l'isola di Capraia.

### Dal XVI al XX secolo
La riforma protestante non ebbe alcun effetto a Genova, anche se forte era il bisogno di riforma della vita e delle strutture ecclesiali. I vescovi del primo Cinquecento non erano interessati ad alcun cambiamento; tra questi in particolare il cardinale Innocenzo Cybo, arcivescovo per trent'anni (1520-1550), ma che si distinse « per assenza e disinteresse». Nel secondo Cinquecento, iniziarono le riforme, volute e stabilite dal concilio di Trento: nel 1574 Cipriano Pallavicino organizzò un sinodo provinciale, dove furono combattuti soprattutto la superstizione ed il malcostume; nel 1582 una visita apostolica, voluta da papa Gregorio XIII, evidenziò carenze e disfunzioni nell'organizzazione diocesana; tra il 1588 ed il 1619 furono celebrati tre sinodi diocesani per la riforma della vita ecclesiastica; importanti furono l'aggiornamento degli antichi istituti religiosi presenti in arcidiocesi e l'introduzione di nuovi ordini e congregazioni, tra cui le carmelitane riformate di santa Teresa d'Avila ed i gesuiti.
Grande figura di vescovo nel Seicento è quella di Stefano Durazzo (1635-1664), «la cui opera verteva sostanzialmente su quattro punti: l'evangelizzazione della città, dei borghi rivieraschi e dell'entroterra; la riforma del clero e del seminario; l'azione caritativo-assistenziale soprattutto nel periodo della peste; l'incremento e l'educazione della pietà popolare con il tentativo di regolamentare l'attività delle confraternite». Numerose sono le opere da lui messe in atto: compì la visita pastorale dell'arcidiocesi per due volte; fondò l'istituto dei missionari urbani; celebrò un sinodo nel 1643; fondò un nuovo seminario nel 1656 e 34 nuove parrocchie; istituì le missioni popolari ed affidò la formazione dei chierici ai missionari di san Vincenzo de Paoli.
All'inizio del Settecento l'arcidiocesi contava circa trecento parrocchie; di queste tre si trovavano fuori dal territorio diocesano: Portovenere, Bonifacio in Corsica e Tabarca in Nordafrica. Nel 1737 fu canonizzata, con solenni e sentite celebrazioni, Caterina Fieschi Adorno, laica vissuta nel Quattrocento, fondatrice del sodalizio caritativo-assistenziale del Divino Amore nel 1497. Tra gli arcivescovi del Settecento, si ricorda in particolare Giuseppe Maria Saporiti (1746-1767): fu il primo a scrivere lettere pastorali; rivide la formazione dei preti della sua arcidiocesi attraverso una più attenta spiritualità di ispirazione francese; diede alle stampe il primo catechismo della Chiesa genovese.
Sullo scorcio del XVIII secolo alla provincia ecclesiastica genovese furono assegnate le diocesi di Savona, Albenga, Ventimiglia e Tortona ma nel 1801 perse la giurisdizione metropolitana sulle diocesi corse di Nebbio, Mariana ed Accia soppresse nello stesso anno (i cui territori entrarono a far parte della rinnovata diocesi di Ajaccio, divenuta suffraganea dell'arcidiocesi di Aix). Per un certo periodo, all'inizio dell'Ottocento, anche la diocesi di Nizza fece parte della metropolia di Genova. Dal maggio 1806 anche le diocesi di Parma, Piacenza e Borgo San Donnino entrarono a far parte della provincia ecclesiastica genovese, ma smisero di farne parte nel 1818. Infine, sul finire del secolo, la diocesi di Chiavari entrò a far parte della sede metropolitana genovese.
Durante il periodo dell'occupazione francese della repubblica di Genova, l'arcivescovo Giovanni Lercari subì l'esilio; il suo successore fu Giuseppe Maria Spina, diplomatico pontificio, che ebbe larga parte nel concordato napoleonico del 1801; per la sua politica filobonapartista, dovette fare pubblica ammenda in cattedrale l'8 dicembre 1814.
Nell'Ottocento, gli arcivescovi genovesi furono impegnati soprattutto a rinvigorire la vita dell'arcidiocesi, con l'indizione di sinodi e le visite pastorali, cercando al contempo una conciliazione fra i cattolici intransigenti, che a Genova avevano un loro quotidiano, "Il Cattolico", e i cattolici più apertamente liberali; e cercando di smorzare i toni nella polemica fra i movimenti clericali e anticlericali. Durante l'episcopato di Andrea Charvaz si intensificarono le opere caritative di carattere sociale, la fondazione di scuole cattoliche per l'insegnamento primario e per l'avviamento professionale, l'istituzione di un seminario diocesano per le missioni estere. La fine del secolo vide a Genova due grandi vescovi. Salvatore Magnasco, che aveva partecipato al concilio Vaticano I, fece ricostruire il santuario della Madonna della Guardia, favorì notevolmente la stampa cattolica, pubblicò un catechismo per i bambini. A lui succedette il beato Tommaso Reggio, politicamente più conciliante e favorevole ad un riavvicinamento fra Stato e Chiesa, che si distinse per la creazione di numerose parrocchie, per la celebrazione di un sinodo diocesano (1896) e per aver visitato due volte la sua arcidiocesi.
Nella crisi modernista d'inizio Novecento, il barnabita di Genova Giovanni Semeria fu accusato ingiustamente, ed anche l'arcivescovo Edoardo Pulciano fu criticato per la sua debolezza nell'affrontare i modernisti; uomo austero e intransigente, fondò nuove parrocchie e soprattutto la rivista diocesana. Alla sua morte si aprì per l'arcidiocesi un periodo di crisi con ripercussioni politiche a livello nazionale. Infatti all'arcivescovo Andrea Caron, la cui nomina era in chiave antimodernista, fu negato l'exequatur governativo e non poté mai prendere possesso della sede genovese; l'arcidiocesi fu di fatto governata dal vicario generale Giacomo De Amicis, al quale però nel 1912 venne notificato l'interdetto di amministrare le cresime e conferire gli ordini sacri su tutto il territorio diocesano.
Dal 5 al 9 settembre 1923 Genova ospitò il settimo Congresso eucaristico nazionale italiano, a cui intervenne come legato pontificio il cardinale Gaetano De Lai.
Durante il periodo fascista emerse la figura del cardinale Carlo Dalmazio Minoretti, «considerato vescovo sociale e antifascista». Riorganizzò le parrocchie del centro storico e ne fondò di nuove; operò per la funzione sociale della parrocchia, con teatri, oratori, circoli; si adoperò per lo sviluppo dell'Azione Cattolica e della FUCI; nel seminario arcivescovile intanto si formavano personalità significative della vita ecclesiale italiana del dopoguerra: Giacomo Lercaro, Emilio Guano, Giuseppe Siri, Franco Costa, Luigi Pelloux. Pietro Boetto, negli anni difficili della seconda guerra mondiale, si adoperò per la salvezza del porto e la resa delle truppe tedesche di stanza in città e nel genovesato; questo gli valse il riconoscimento del titolo di "difensore della città" da parte delle autorità civili cittadine. Il dopoguerra è segnato dall'episcopato di Giuseppe Siri, arcivescovo per oltre quarant'anni.
Il 7 ottobre 1975 cedette la parrocchia dell'isola di Capraia alla diocesi di Livorno, con effetto dal 1º gennaio 1977.
L'arcidiocesi di Genova venne unita il 30 settembre 1986 alla diocesi di Bobbio, in forza del decreto Instantibus votis della Congregazione per i Vescovi; la plena unione portò alla costituzione dell'arcidiocesi di Genova-Bobbio. Già dal 1974 l'arcivescovo di Genova era amministratore apostolico della sede di Bobbio. Con questa unione l'arcidiocesi arrivava territorialmente fino alle province di Pavia e di Parma.
Tuttavia dal punto di vista pastorale questa unione non ebbe molta fortuna. Infatti il 16 settembre 1989, con il decreto Pastoralis collocatio della stessa Congregazione per i Vescovi, i territori dell'antica diocesi di Bobbio furono scorporati dell'arcidiocesi di Genova-Bobbio ed uniti a Piacenza andando a formare la diocesi di Piacenza-Bobbio. Contestualmente l'arcidiocesi di Genova ha ripreso il nome primitivo.

### XXI secolo
Dal 15 al 18 settembre 2016 è tornata a essere sede Congresso eucaristico nazionale italiano, per la XXVI edizione, in cui l'arcivescovo Angelo Bagnasco fu anche legato pontificio.
Nel dicembre 2023 il Consiglio episcopale ha deliberato l'adozione di un nuovo modello organizzativo dell'arcidiocesi. I sacerdoti in funzione di "moderatori" hanno facoltà di amministrare più parrocchie, coadiuvati da un diacono e dai laici. L'équipe pastorale è composta da: moderatore di fraternità di parrocchie, diacono cooperatore e alcuni laici.
Di fronte al calo endemico delle vocazioni sacerdotali, nel giugno 2024 mons. Tasca ha divulgato la lettera pastorale Evangelizzazione, Sinodalità e Fraternità di parrocchie. Il documento introduce la figura del sacerdote "moderatore della cura pastorale" e del "diacono cooperatore", coadiuvato da un gruppo di laici nell'amministrazione di un insieme di parrocchie. Il diacono “predica l’annuncio del Vangelo, si occupa dell’educazione religiosa, della formazione spirituale, della comunità parrocchiale, della preparazione ai sacramenti, secondo la necessità benedice, celebra battesimi, matrimoni e il rito delle esequie, guida la preghiera e presiede la celebrazione in attesa dell’Eucaristia”.

## Cronotassi
Si omettono i periodi di sede vacante non superiori ai 2 anni o non storicamente accertati.

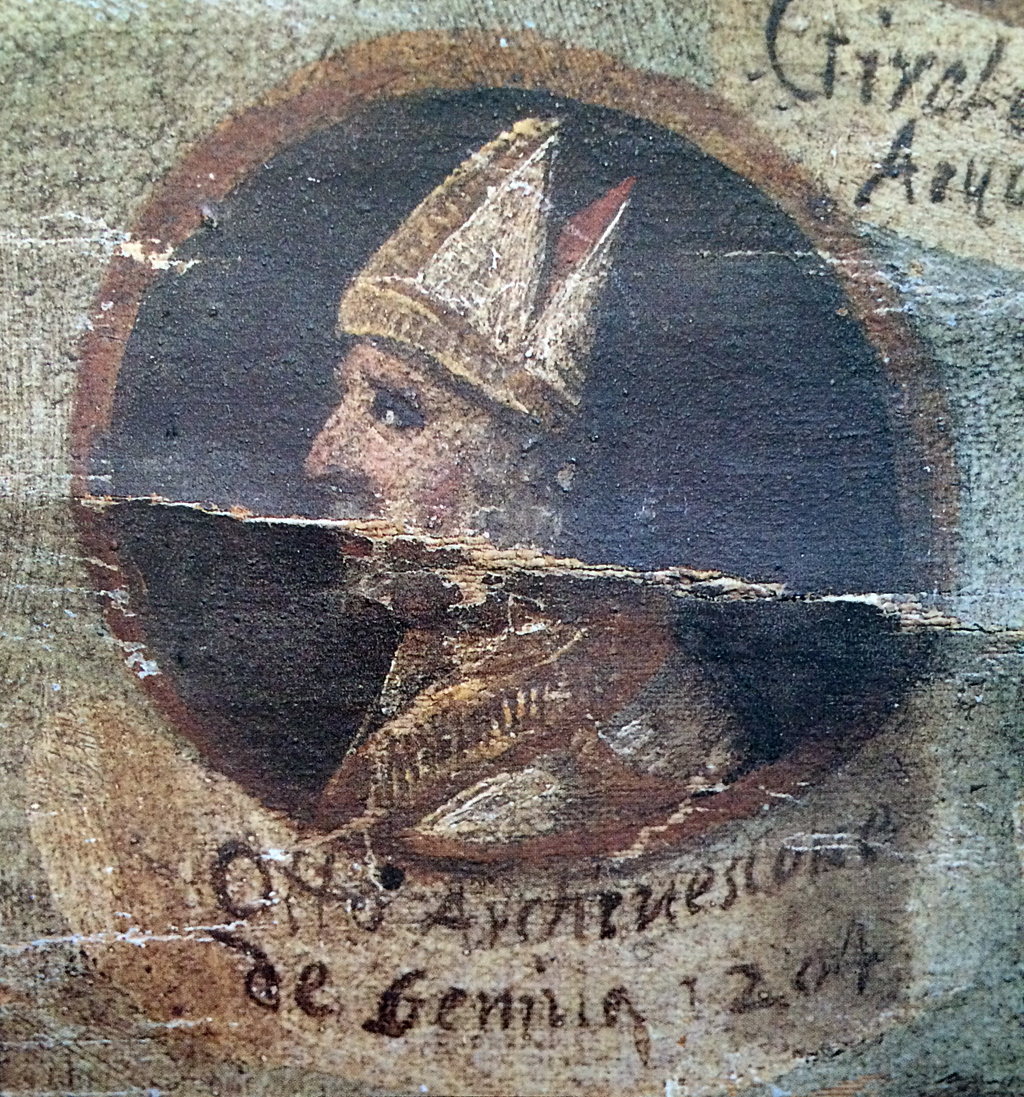
Ottone Ghilini, arcivescovo di Genova dal 1203 al 1239

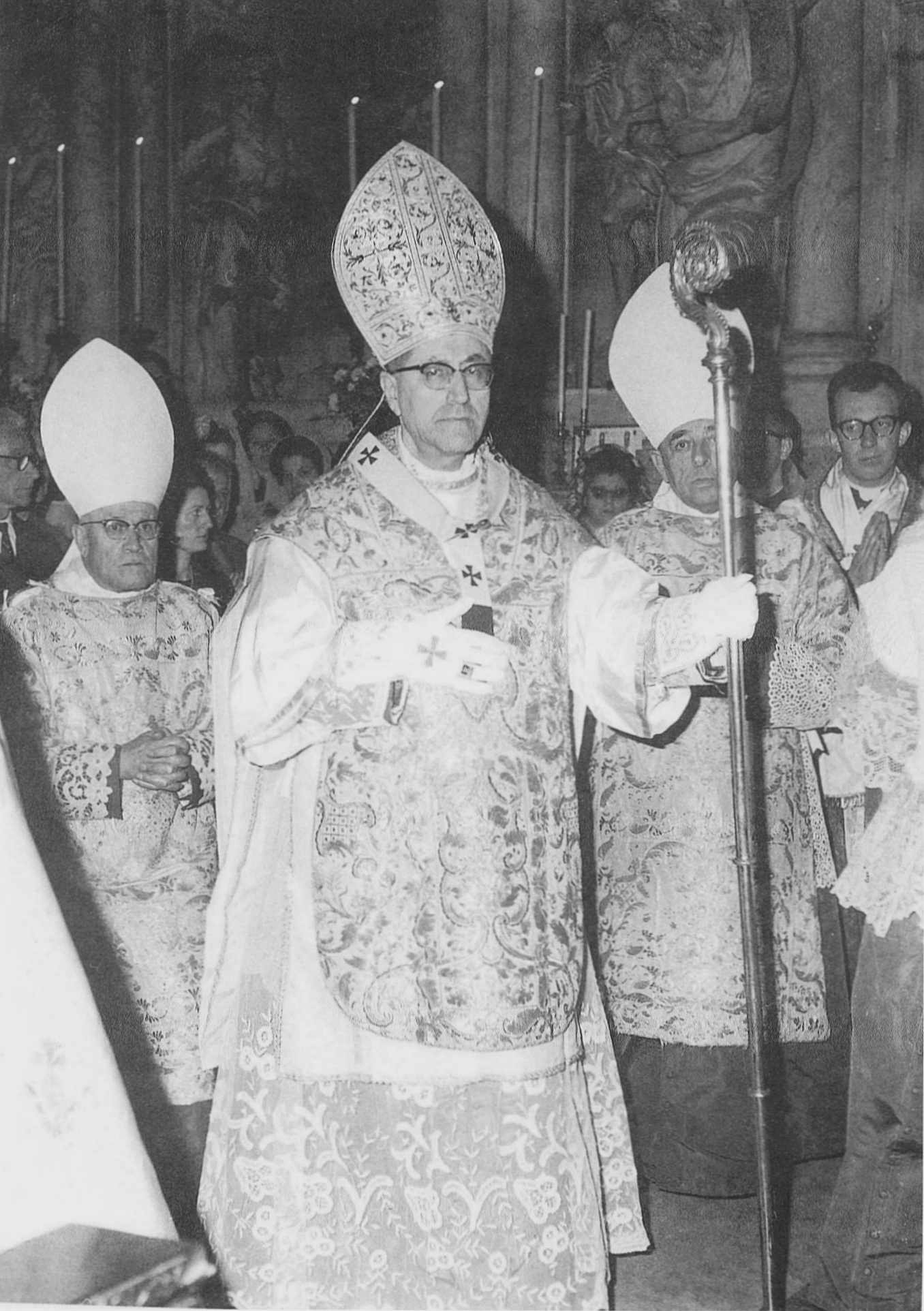
La carismatica figura del cardinale Giuseppe Siri, che resse l'arcidiocesi di Genova per quarantuno anni

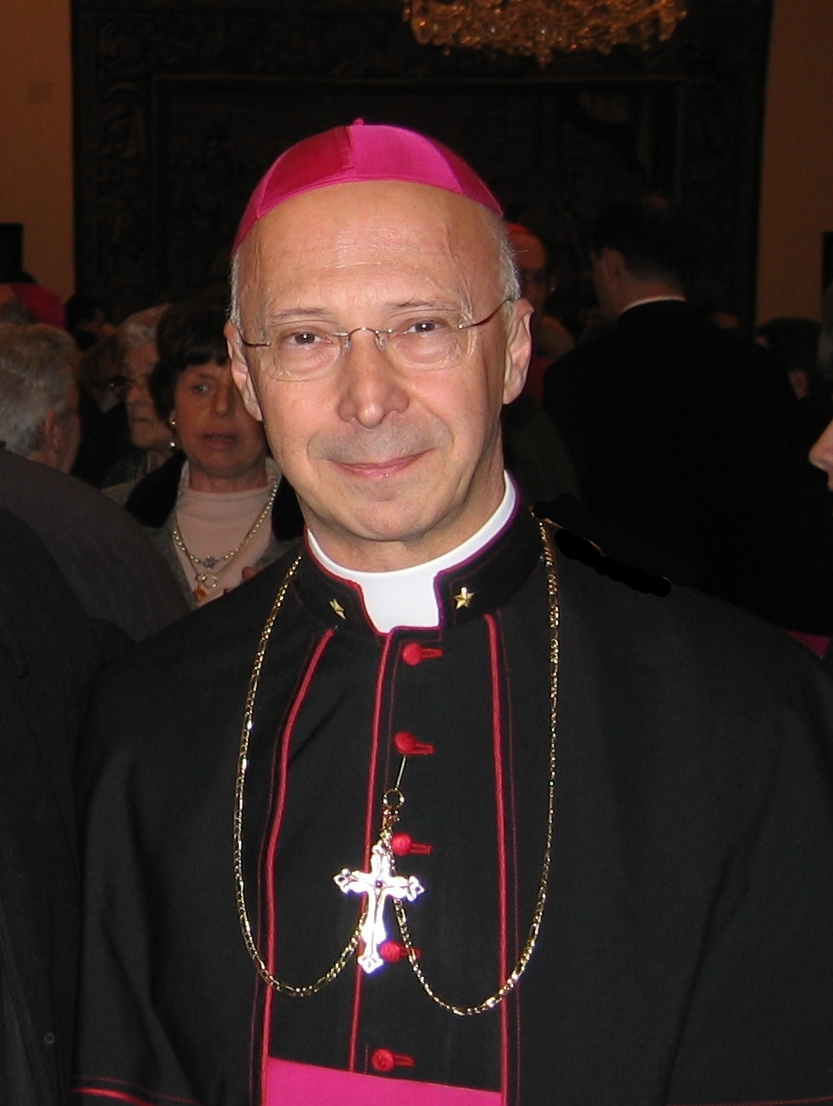
Il cardinale Angelo Bagnasco, arcivescovo di Genova dal 2006 al 2020

### Vescovi di Genova
- San Valentino †
- San Felice †
- San Siro I †
- San Romolo †[9]
- Diogene † (menzionato nel 381)
- Pascasio † (menzionato nel 451)[10]
  - Arcivescovi di Milano residenti a Genova:
  - Sant'Onorato † (568 - 571 deceduto)
  - Frontone † (571 - 573)
  - Lorenzo † (573 - 593)
  - Costanzo † (593 - 3 settembre 600 deceduto)
  - Deodato (o Deusdedit) † (15 settembre 601 - 30 ottobre 629 deceduto)
  - Asterio † (629 - 4 luglio 640 deceduto)
  - Forte † (641 - 641 dimesso)
  - San Giovanni Bono † (641 - 649 dimesso)
- Giovanni I † (menzionato nel 680)
- Viatore † (menzionato nel 732)
- Giovanni II † (menzionato nel 752)
- Dionisio † (menzionato nel 798)
- Guglielmo † (menzionato nell'821)
- Nazario † (prima dell'845)
- Massito (o Mansueto) † (845 - 860)
- Sigeberto † (? - circa 864 deceduto)
- Pietro † (864 - ?)
- Sabbatino † (prima dell'876 - dopo l'877)
- Ramperto † (menzionato nell'889)
- Giovanni III † (menzionato nel 904)
- Nicola † (menzionato nel 930)
- Teodolfo I † (menzionato nel 945)
- Lamberto II † (menzionato nel 968)
- Teodolfo II † (menzionato nel 970)
- Giovanni IV † (prima del 985 - circa 993 deceduto)
- Landolfo I † (menzionato nel 993)
- Giovanni V † (prima del 1001 - 1019)[11]
- Landolfo II † (1019[12] - dopo il 1034)[13]
- Corrado † (prima di ottobre 1036 - dopo giugno 1051)
- Oberto Pevere † (prima di luglio 1052 - dopo giugno 1078)
- Corrado Manganello † (prima di giugno 1080 - dopo il 1087)
- Ciriaco † (circa 1092 - ?)
- Ogerio † (? - circa 1097 deceduto)[14]
- Airaldo Guaracco, C.R.S.A. † (1097[15] - 22 agosto 1116 deceduto)
- Ottone I † (1117 - 1120 deceduto)
  - Sede vacante (1120-1123)
- Sigifredo † (1123 - 17 luglio 1129 deceduto)
- Siro II † (agosto 1130 - 19 marzo 1133 nominato arcivescovo di Genova)

### Arcivescovi di Genova
- Siro II † (19 marzo 1133 - 30 settembre 1163 deceduto)
- Ugo (o Ugone) della Volta † (1º ottobre 1163 - 12 giugno 1188 deceduto)
- Bonifacio † (13 giugno 1188 - 22 settembre 1203 deceduto)
- Ottone Ghilini † (18 novembre 1203 - 30 ottobre 1239 deceduto)
- Giovanni de' Rossi † (novembre 1239 - 1253 deceduto)
- Gualtiero da Vezzano † (23 aprile 1253 - 26 settembre 1274 deceduto)
- Bernardo de' Arimondi † (prima del 6 settembre 1276 - 1286 deceduto)
  - Opizzo Fieschi † (4 giugno 1288 - 1291 dimesso) (amministratore apostolico)
- Beato Jacopo da Varazze (Jacopo da Varagine), O.P. † (fine 1291 - luglio 1298 deceduto)
- Porchetto Spinola, O.F.M. † (3 febbraio 1299 - 30 maggio 1321 deceduto)
- Bartolomeo de' Maroni † (18 luglio 1321 - 13 dicembre 1335 deceduto)
- Dino di Radicofani † (27 gennaio 1337 - 7 ottobre 1342 nominato arcivescovo di Pisa)
- Giacomo Peloso da Santa Vittoria, C.R.S.A. † (27 novembre 1342 - 1349 deceduto)
- Bertrando Bessaduri † (2 settembre 1349 - 1358 deceduto)
- Guido Sette † (2 luglio 1358 - 1368 deceduto)
- Andrea della Torre, O.P. † (28 febbraio 1368 - 1377 deceduto)
- Lanfranco Sacco, O.S.B. † (4 dicembre 1377 - circa 1382 deceduto)
- Giacomo Fieschi † (1382 - 24 novembre 1400 deceduto)
- Pileo de' Marini † (30 novembre 1400 - dopo giugno 1428[16] deceduto)
- Pietro de Giorgi † (4 novembre 1429 - 1436 deceduto)
- Giorgio Fieschi † (3 ottobre 1436 - 18 dicembre 1439 dimesso)
- Giacomo Imperiale, O.S.B. † (23 dicembre 1439 - 1452 deceduto)
- Paolo Fregoso † (7 febbraio 1453 - 13 febbraio 1495 dimesso)
  - Jorge da Costa † (13 febbraio 1495 - 29 luglio 1496 dimesso) (amministratore apostolico)[17]
- Paolo Fregoso † (29 luglio 1496 - 22 marzo 1498 deceduto) (per la seconda volta)
- Giovanni Maria Sforza † (25 marzo 1498 - 1520 deceduto)[18]
- Innocenzo Cybo † (11 marzo 1520 - 13 aprile 1550 deceduto)
- Gerolamo Sauli † (18 aprile 1550 - 1559 deceduto)
- Agostino Maria Salvago, O.P. † (17 aprile 1559 - 30 settembre 1567 deceduto)
- Cipriano Pallavicino † (14 novembre 1567 - 1586 deceduto)
- Antonio Maria Sauli † (1586 succeduto - 9 agosto 1591 dimesso)
- Alessandro Centurione † (9 agosto 1591 - 1596 dimesso)
- Matteo Rivarola, O.S.B. † (29 aprile 1596 - 1600 deceduto)
- Orazio Spinola † (20 dicembre 1600 - 24 giugno 1616 deceduto)[19]
- Domenico de' Marini † (18 luglio 1616 - febbraio 1635 deceduto)
- Stefano Durazzo † (5 marzo 1635 - ottobre 1664 dimesso)
- Giambattista Spinola il vecchio † (10 novembre 1664 - 16 marzo 1681 dimesso)
- Giulio Vincenzo Gentile, O.P. † (17 marzo 1681 - giugno o luglio 1694 deceduto)
- Giambattista Spinola il giovane † (13 settembre 1694 - 7 gennaio 1705 dimesso)
- Lorenzo Maria Fieschi † (18 maggio 1705 - 1º maggio 1726 deceduto)
- Nicolò Maria de' Franchi, O.P. † (1º luglio 1726 - 20 febbraio 1746 deceduto)
- Giuseppe Maria Saporiti † (20 febbraio 1746 succeduto - 14 aprile 1767 deceduto)
- Giovanni Lercari † (10 luglio 1767 - 18 marzo 1802 deceduto)
- Giuseppe Maria Spina † (24 maggio 1802 - 13 dicembre 1816 dimesso)
  - Sede vacante (1816-1819)
- Luigi Emmanuele Nicolò Lambruschini, B. † (27 settembre 1819 - 26 giugno 1830 dimesso[20])
- Giuseppe Vincenzo Airenti, O.P. † (5 luglio 1830 - 3 settembre 1831 deceduto)
- Placido Maria Tadini, O.C.D. † (2 luglio 1832 - 22 novembre 1847 deceduto)
  - Sede vacante (1847-1852)
- Andrea Charvaz † (27 settembre 1852 - 7 agosto 1869 dimesso)
  - Sede vacante (1869-1871)
- Salvatore Magnasco † (27 ottobre 1871 - 12 gennaio 1892 deceduto)
- Beato Tommaso Reggio † (11 luglio 1892 - 22 novembre 1901 deceduto)
- Edoardo Pulciano † (16 dicembre 1901 - 25 dicembre 1911 deceduto)
- Andrea Caron † (29 aprile 1912 - 22 gennaio 1915 dimesso)[21]
- Ludovico Gavotti † (22 gennaio 1915 - 23 dicembre 1918 deceduto)
- Tommaso Pio Boggiani, O.P. † (10 marzo 1919 - agosto 1921 dimesso)
- Giosuè Signori † (21 novembre 1921 - 25 novembre 1923 deceduto)
- Francesco Sidoli † (24 marzo 1924 - 18 dicembre 1924 deceduto)
- Carlo Dalmazio Minoretti † (16 gennaio 1925 - 13 marzo 1938 deceduto)
- Pietro Boetto, S.I. † (17 marzo 1938 - 31 gennaio 1946 deceduto)
- Giuseppe Siri † (14 maggio 1946 - 30 settembre 1986 nominato arcivescovo di Genova-Bobbio)

### Arcivescovi di Genova-Bobbio
- Giuseppe Siri † (30 settembre 1986 - 6 luglio 1987 ritirato)
- Giovanni Canestri † (6 luglio 1987 - 16 settembre 1989 nominato arcivescovo di Genova)

### Arcivescovi di Genova
- Giovanni Canestri † (16 settembre 1989 - 20 aprile 1995 ritirato)
- Dionigi Tettamanzi † (20 aprile 1995 - 11 luglio 2002 nominato arcivescovo di Milano)
- Tarcisio Bertone, S.D.B. (10 dicembre 2002 - 29 agosto 2006 dimesso)[22]
- Angelo Bagnasco (29 agosto 2006 - 8 maggio 2020 ritirato)
- Marco Tasca, O.F.M.Conv., dall'8 maggio 2020

## Missioni
Repubblica Dominicana
Dal 1991 la diocesi iniziò l'esperienza missionaria con l'apertura della missione del Guaricano, nella Repubblica Dominicana, dove fino al 2008 sono stati presenti alcuni presbiteri in qualità di missionari fidei donum. La missione è stata portata avanti in collaborazione con le Suore di Nostra Signora del Rifugio in Monte Calvario, la cui presenza nel Paese continua.
Cuba
Dal 3 ottobre 2005 un presbitero dell'arcidiocesi di Genova e uno della diocesi di Chiavari sono al servizio della Chiesa cattolica a Cuba presso la diocesi di Santa Clara nella provincia di Villa Clara.

## Statistiche
L'arcidiocesi nel 2023 su una popolazione di 750.000 persone contava 629.800 battezzati, corrispondenti all'84,0% del totale.
| anno | popolazione | popolazione | popolazione | presbiteri | presbiteri | presbiteri | presbiteri                | diaconi | religiosi | religiosi | parrocchie |
| anno | battezzati  | totale      | %           | numero     | secolari   | regolari   | battezzati per presbitero | diaconi | uomini    | donne     | parrocchie |
| ---- | ----------- | ----------- | ----------- | ---------- | ---------- | ---------- | ------------------------- | ------- | --------- | --------- | ---------- |
| 1950 | ?           | 758.422     | ?           | 1.025      | 611        | 414        | ?                         |         | 600       |           | 235        |
| 1969 | 934.000     | 941.641     | 99,2        | 1.096      | 570        | 526        | 852                       |         | 769       | 3.925     | 272        |
| 1980 | 987.000     | 1.038.000   | 95,1        | 1.062      | 552        | 510        | 929                       | 1       | 699       | 2.750     | 274        |
| 1990 | 890.313     | 902.213     | 98,7        | 956        | 505        | 451        | 931                       | 10      | 615       | 2.216     | 278        |
| 1999 | 784.588     | 843.644     | 93,0        | 778        | 405        | 373        | 1.008                     | 16      | 486       | 1.630     | 278        |
| 2000 | 773.016     | 831.201     | 93,0        | 749        | 400        | 349        | 1.032                     | 18      | 450       | 1.578     | 278        |
| 2001 | 773.325     | 831.533     | 93,0        | 729        | 391        | 338        | 1.060                     | 21      | 441       | 1.560     | 278        |
| 2002 | 752.111     | 808.722     | 93,0        | 713        | 386        | 327        | 1.054                     | 21      | 447       | 1.560     | 278        |
| 2003 | 690.133     | 726.093     | 95,0        | 682        | 370        | 312        | 1.011                     | 23      | 409       | 1.498     | 278        |
| 2004 | 775.980     | 834.388     | 93,0        | 671        | 362        | 309        | 1.156                     | 23      | 419       | 1.455     | 278        |
| 2006 | 671.423     | 721.960     | 93,0        | 655        | 348        | 307        | 1.025                     | 29      | 416       | 1.365     | 278        |
| 2013 | 690.409     | 812.246     | 85,0        | 553        | 285        | 268        | 1.248                     | 31      | 319       | 1.093     | 278        |
| 2016 | 672.482     | 800.574     | 84,0        | 493        | 273        | 220        | 1.364                     | 30      | 280       | 1.029     | 278        |
| 2019 | 674.520     | 803.000     | 84,0        | 471        | 257        | 214        | 1.432                     | 28      | 259       | 845       | 278        |
| 2021 | 657.861     | 783.168     | 84,0        | 432        | 244        | 188        | 1.522                     | 29      | 230       | 835       | 278        |
| 2023 | 629.800     | 750.000     | 84,0        | 417        | 232        | 185        | 1.510                     | 32      | 231       | 765       | 278        |